# Madagh (plage d'Oran)
Pour l’article homonyme, voir Madagh.
Madagh (en arabe : مداغ,  est un ensemble de deux plages, situé à quelques kilomètres à l'ouest des Andalouses dans la wilaya d'Oran.

## Présentation
Elle est réputée pour son cadre idyllique; une belle anse bordée d'une forêt sauvage et la montagne. Un petit ruisseau sépare les deux plages. Il sert aussi de séparation administrative entre la wilaya d'Oran et la wilaya d'Aïn Témouchent. Au large, dessinant leurs contours déchiquetés, on peut voir les Îles Habibas.
Dernièrement, avec l'augmentation du nombre de vacanciers chaque été, un grand projet d'aménagement a vu le jour.
À Madagh 2, qui dépend de la Wilaya de Aïn Temouchent, les travaux d'aménagement d'un port de plaisance et d'un abri de pêche ont débuté.